# Hubert Auhagen (Agronom)
Hubert Auhagen (geboren vor 1896; gestorben nach 1917) war ein Sachbuch-Autor, der sich Anfang des 20. Jahrhunderts wissenschaftlich mit Landwirtschaft und unter anderem jüdischer Kolonisation  beispielsweise in Ländern des Vorderen Orients wie beispielsweise Syrien befasste. 1913 verfasste er eine „Einladung zu einer Vereinigung der christlichen Freunde des Zionismus.“

## Leben
Zu Beginn der Weimarer Republik leitete Auhagen in Brandenburg als Direktor das Brandenburgische Landesarbeitsamt. Als solcher hielt er in den Jahren von 1921 bis 1925 mehrfach Vorträge über Syrien, die sich heute als Bestand Botanische Staatsinstitute im Staatsarchiv Hamburg finden.

## Schriften
- Über Groß- und Kleinbetrieb in der Landwirtschaft. Sonderabdruck aus Landwirtschaftliche Jahrbücher. Zeitschrift für wissenschaftliche Landwirtschaft und Archiv des Königlich-Preussischen Landes-Ökonomie-Kollegiums. 1896.
- Ein Vorbild innerer Kolonisation. In: Die Deutsche Volksstimme. Band 11. Harrwitz, Berlin 1900.
  - Teil 1: S. 8–13 (Digitalisat über die Bibliothek für Bildungsgeschichtliche Forschung)
  - Teil 2: S. 46–50 (Volltext über die Bibliothek für Bildungsgeschichtliche Forschung)
- Beiträge zur Kenntnis der Landesnatur und der Landwirtschaft Syriens.  Deutsche Landwirtschafts-Gesellschaft, Berlin 1907.
- Die wirtschaftliche Haltung des Milchviehs. Unter besonderer Berücksichtigung der Konstitutionsstärkung. In: Palästina. Zeitschrift für den Aufbau Palästinas. Herausgegeben von der Kommission zur Erforschung Palästinas. Heft 3–4, 1912, S. 83–86 (Volltext über die Johann Wolfgang Goethe-Universität Frankfurt am Main).
- Einladung zu einer Vereinigung der christlichen Freunde des Zionismus. Mittler, Berlin 1913.
- Jüdische Kolonisation in Syrien. In: Neue jüdische Monatshefte. Verlag der Neuen Jüdischen Monatshefte, Berlin/München. Heft 10 vom 25. Februar 1917, S. 269–274 (Volltext über die Johann Wolfgang Goethe-Universität Frankfurt am Main).